# Sundvolden Grand Prix
Der Sundvolden Grand Prix ist ein norwegisches Straßenradrennen für Männer in der Region von Oslo.
Das Eintagesrennen findet mit wechselndem Namen seit 2011 jährlich statt. Zudem gehört das Radrennen seit 2013 zur UCI Europe Tour und ist dort in der Kategorie 1.2 eingestuft. Die Strecke führt auf profiliertem Kurs um den Tyrifjord mit Start und Ziel in Sundvollen in der Kommune Hole ca. 40 Kilometer nordwestlich von Oslo.
Organisiert wird das Rennen vom Ringerike Cycling Club, der auch den Ringerike GP austrägt. Beide Rennen finden in der Regel an einem gemeinsamen Wochenende statt.

## Palmarès
| Jahr                  | Sieger               | Zweiter                 | Dritter              |
| --------------------- | -------------------- | ----------------------- | -------------------- |
| Grand Prix Norefjell  |                      |                         |                      |
| 2011                  | Frederik Wilmann     | Bjørn Tore Hoem         | Christer Rake        |
| 2012                  | Kristoffer Skjerping | Marius Hafsås           | Bjørn Tore Hoem      |
| Hadeland Grand Prix   |                      |                         |                      |
| 2013                  | Fredrik Strand Galta | Jesper Hansen           | Stian Remme          |
| 2014                  | Rasmus Guldhammer    | Lasse Bøchman           | Michael Olsson       |
| Sundvolden Grand Prix |                      |                         |                      |
| 2015                  | Søren Kragh Andersen | Fredrik Strand Galta    | Vegard Stake Laengen |
| 2016                  | Andreas Vangstad     | Carl Fredrik Hagen      | Åsmund Romstad Løvik |
| 2017                  | Rasmus Guldhammer    | Carl Fredrik Hagen      | Audun Fløtten        |
| 2018                  | Alexander Kamp       | Carl Fredrik Hagen      | Andreas Vangstad     |
| 2019                  | Trond Trondsen       | Sindre Lunke            | Brent Van Moer       |
| 2022                  | Martin Tjøtta        | Embret Svestad-Bårdseng | Mathias Bregnhøj     |
| 2023                  | Ådne Holter          | Mathias Bregnhøj        | Jack Rootkin-Gray    |
| 2024                  | Idar Andersen        | Simon Dalby             | Tobias Svarre        |